# Maurycy Gottlieb
Pour les articles homonymes, voir Gottlieb.
Maurycy Gottlieb () (ou Moritz Gottlieb), né en février 1856 à Drohobytch et mort le 17 juillet 1879, est un peintre juif polonais du mouvement réaliste.

## Biographie

### Origine et éducation
D'après le Thieme-Becker, Moritz Gottlieb est né le 12 février 1856 à Drohobytch en Galicie, alors partie de l'Autriche avant d'intégrer l'Empire austro-hongrois,.
Issu d’une famille juive de onze enfants, fils d'Isaac (Itzik) Gottlieb, marchand de tissu devenu raffineur, et de Fanya Tigerman, Maurycy (Moishe, Moritz) Gottlieb, est le frère des peintres Filip Gottlieb (né vers 1870), Marceli Gottlieb, Marcin Gottlieb (1867-1936) et Léopold Gottlieb (1879/83–1934),.
Aisée, sa famille l'élève dans un judaïsme traditionnel à côté d'une identité juive, laïque et cultivée dans l'esprit de la Haskalah ; on y parle donc à la fois allemand, polonais et yiddish,. Les parents de Moishe-Maurycy sont de fiers Polonais ainsi que des Juifs orgueilleux, alors quand leur fils abandonnera l'orthodoxie, ils ne le désavoueront pas car après tout, l'enseignement général laïc qu'ils lui avaient donné en avait jeté les bases. 
Maurycy commence son éducation dans un heder où il apprend à lire l'hébreu et à étudier les textes juifs de base puis ses parents l'envoient dans une école primaire allemande ensuite secondaire polonaise chrétienne. Là, il est exposé à l'antisémitisme de ses camarades de classe. Il poursuit sa scolarité dans un lycée allemand à Lemberg (Lviv).     
En 1869, il est sensibilisé à la peinture par Michał Godlewsk (1799-1875) qui lui donne des cours de dessin, et s'instruit en histoire juive par notamment la lecture des oeuvres de Heinrich Graetz,i,. 

### Etudiant des Beaux-arts et antisémitisme
En octobre 1871, il se rend à Vienne en Autriche et l'année suivante, à quinze ans, il y est inscrit à l'Académie des Beaux-Arts dans la section « Art historique » - un genre alors très populaire - pendant trois ans durant lesquels il étudie sous la direction de Karl Mayer (1810-1876) puis de Karl von Blaas, et parallèlement fournit des efforts pour améliorer son polonais. Là, il est frappé par une toile du peintre polonais Jan Matejko, représentant une scène historique et intitulée Rejtan : La chute de la Pologne (1866) qui l'inspire profondément.

En 1873, il part alors à Cracovie pour étudier auprès du maître Matejko lui-même et devient ami du peintre Jacek Malczewski. Amoureux de la peinture, l'âme emplie des beautés qui l'entourent, il croit un temps que l'art a mis à bas tous les murs le séparant des autres peuples de l'humanité, tous fils du même Dieu. Cependant, plusieurs incidents antisémites du fait de ses condisciples de l'École des Beaux-Arts de Jan Matejko l'incitent à quitter Cracovie après moins d'un an de ce traitement, malgré les protestations de Malczewskii qui ne l'en avait pourtant pas protégé. L'un de ses étudiants lui avait sifflé :

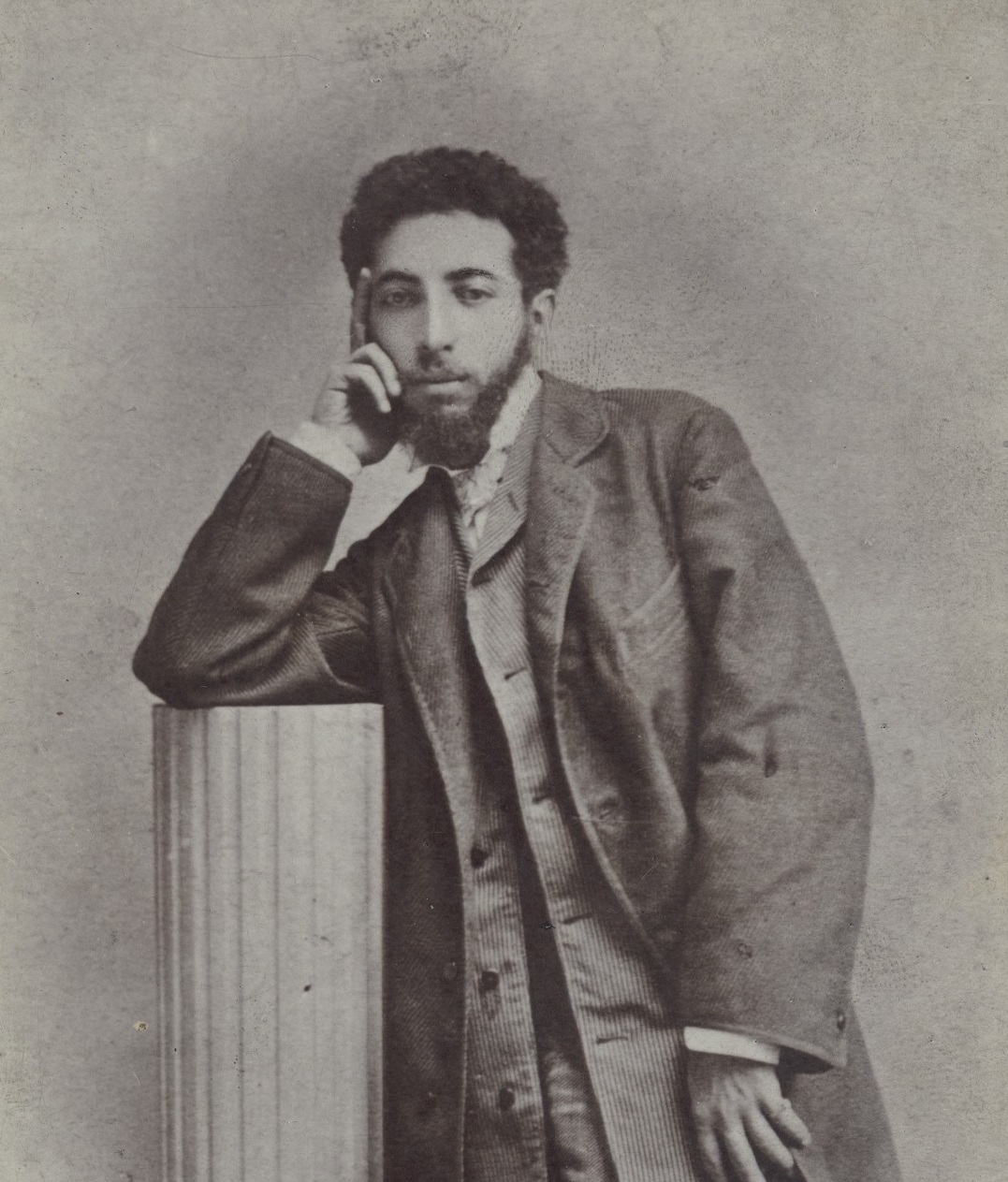
Maurycy Gottlieb, 1879

« N'oubliez pas qui vous êtes et ce que vous êtes, un Juif humble, haï par tous, un ver misérable, que tous ont piétiné depuis des temps immémoriaux, et aujourd'hui encore, vous pouvez être librement humiliés sans avoir le droit d'exercer de représailles ». 
L'utopiste Gottlieb témoigne :
« Quand j'ai entendu cette terrible moquerie, que j'avais depuis longtemps oubliée, mon sang bouillit, mon cœur ressentit une douleur atroce, toutes les souffrances de mon peuple furent réveillées en moi, et ne pouvaient rester silencieuses. Alors, je me suis juré de consacrer ma vie et toute ma force à mon peuple opprimé ». 
Se revendiquant patriote polonais et juif, il s'était représenté en 1874 en costume de noble polonais et avait peint des scènes historiques ; il voulait mettre son art au service de son pays et de son peuple mais sa triste expérience l'incite à se concentrer un peu plus sur son peuple qu'il peint sous une lumière romantique afin d'essayer d'éliminer les préjugés et faire taire la haine pour réconcilier ses compatriotes polonais à ses coreligionnaires,. Ses représentations du Christ, rares sous le pinceau d'un juif, vont dans ce même sens.

### Voyages pour l'art

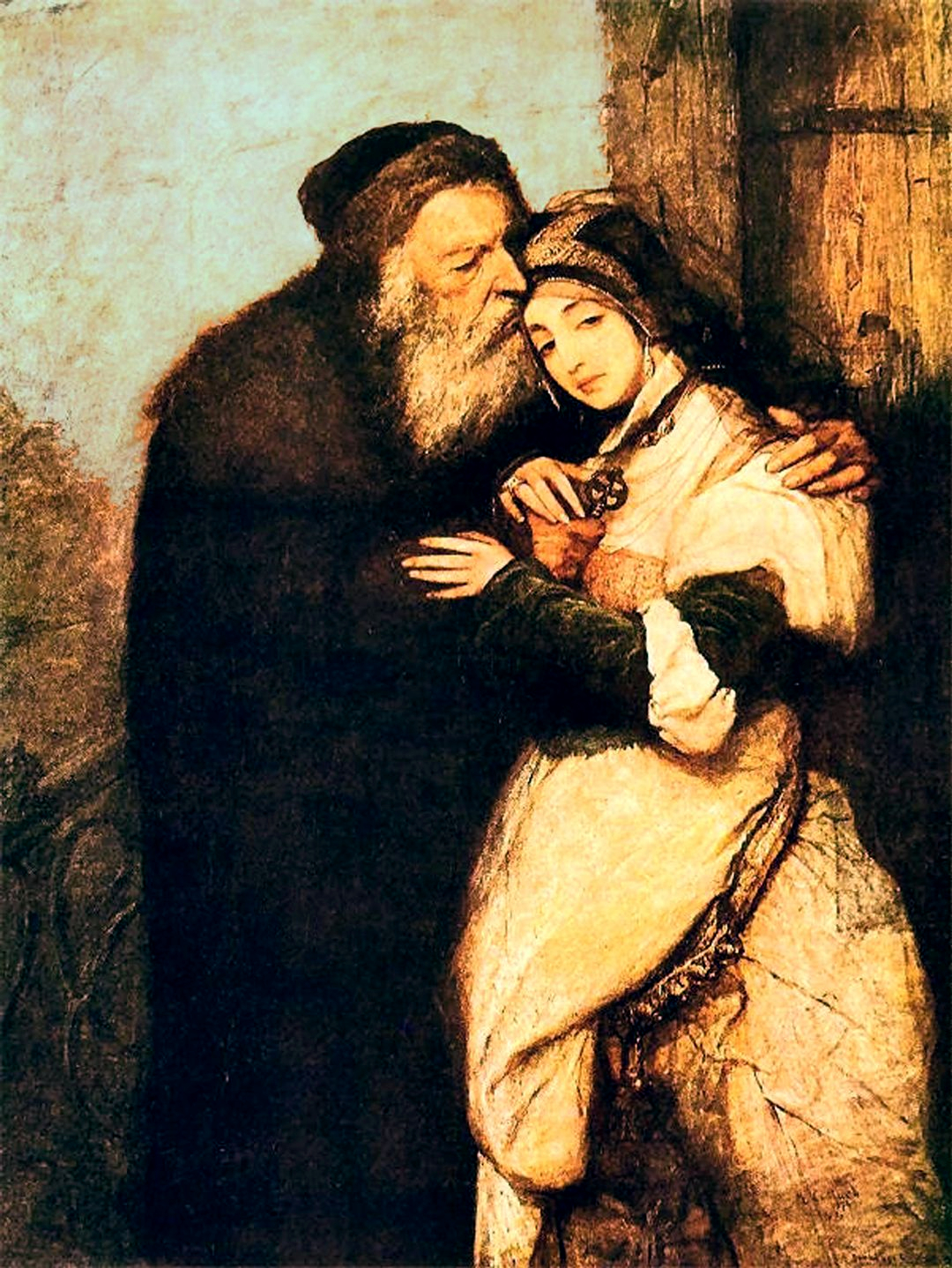
Shylock et Jessica, 1876

Il voyage en Norvège et séjourne à Molde. Il retourne à Vienne étudier la composition historique avec Carl Wurzinger (1817-1883) puis se rend à Munich en 1875 pour étudier avec Karl Piloty et Alexander Wagner,. Il découvre l'art du clair-obscur du maître hollandais Rembrandt, qu'il veut transposer sur ses toiles comme dans son autoportrait de 1876. Il se rend également à Pest, Lviv ou Drohobytch. En 1876, il remporte la médaille d'or de l'Académie des Beaux-arts de Munich pour sa peinture, Shylock et Jessica ; il a 20 ans. 
La même année, il retourne à Vienne pour être assistant à l'atelier du peintre autrichien Heinrich von Angeli. Il vit et travaille à Vienne pendant deux années, renouant avec ses racines juives et produit des peintures relevant de thèmes bibliques, ainsi que des illustrations pour les éditions Friedrich Bruckmann de Munich. 
À l'automne 1878, Gottlieb se rend à Rome où il se lie d' amitié avec le peintre polonais Henryk Siemiradzki avec lequel il loue un atelier. Dans cette ville, il compose deux tableaux : Le Christ prêchant à Capharnaüm  et Le Christ devant ses juges, qu'il avait probablement entamé à Vienne, où Jésus est dépeint comme un être humain normal de Judée, sans trait distinctif, dans le cadre oriental du premier siècle,. Maurycy s'y figure comme un auditeur intéressé et pensif au milieu de ses coreligionnaires qui semblent indignés.

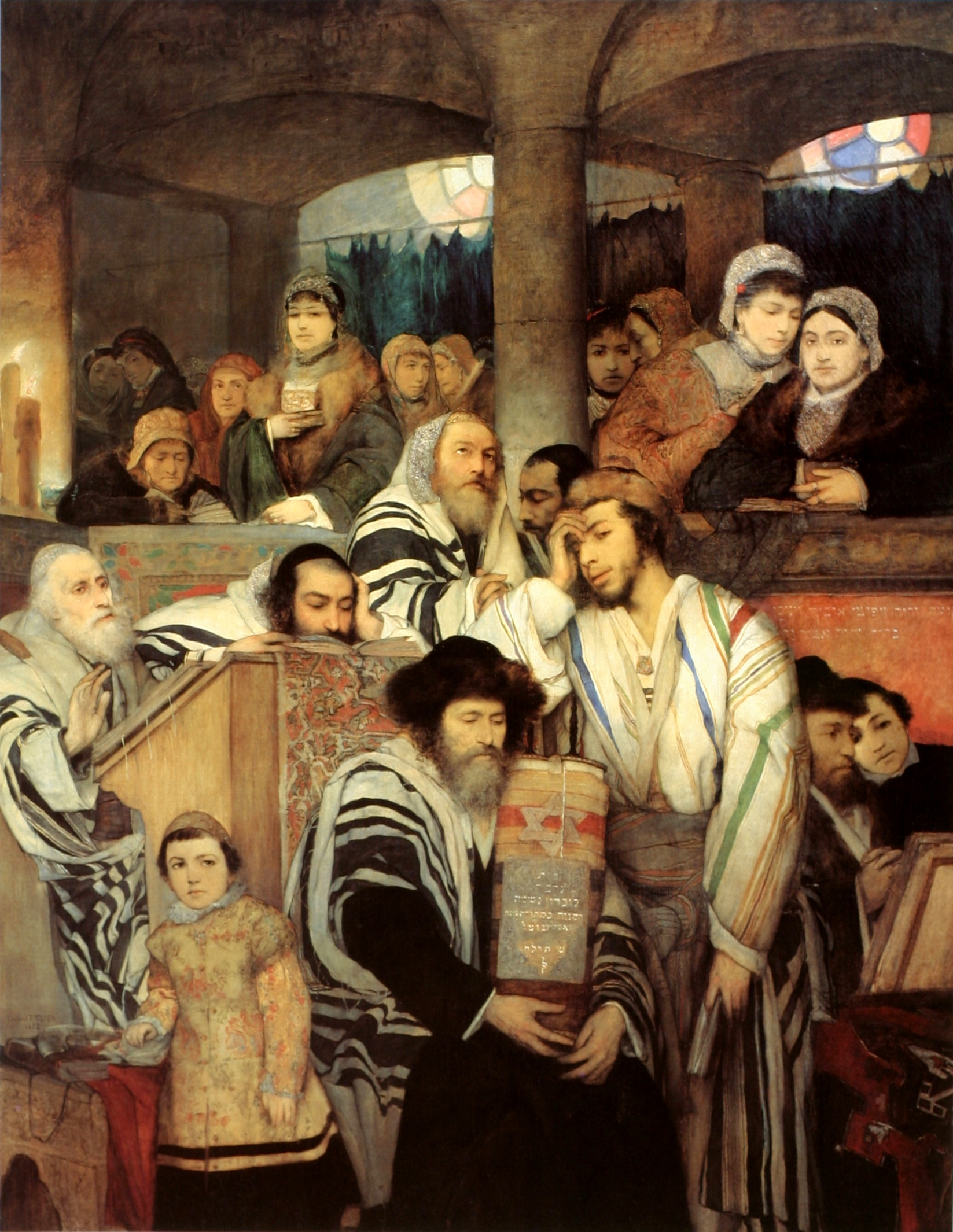
Juifs priant dans une synagogue pour Yom Kippour, 1878

Lors d'un banquet dans sa résidence Via Gaeta, Gottlieb retrouve Matejko qui le convainc de revenir à Cracovie pour devenir l'un de ses meilleurs étudiants, en travaillant sur une série de peintures monumentales, y compris des scènes sur l'histoire des Juifs en Pologne. Il y compose en 1878 le tableau intitulé Juifs priant à la synagogue le jour de Yom Kippour qui est l'oeuvre la plus largement associée à l'artiste juif polonais ; il s'y représente en trois personnages d'âge différent dont l'un au centre du tableau, comme accablé, ainsi que des membres de sa famille, et la jeune Laura Rosenfeld chère à son coeur. Il connaît peu à peu quelque notoriété auprès de la presse polonaise et des organisations juives,.

### Fin précoce
En 1879, Gottlieb installé à Cracovie, commence à travailler sur son nouveau projet majeur : un chef-d'œuvre représentant l'arrivée des Juifs en Pologne lors du règne de Casimir mais son destin l'en empêche.  
Il meurt la même année à 23 ans de complications de santé faisant suite à une affection probablement des voies aériennes. Son maître Matejko assiste à ses funérailles au cimetière juif de rue Miodowa à Cracovie, et promet à son père de s'occuper de son jeune frère, le futur peintre Marcin Gottlieb.  

### Peinture et vie privée

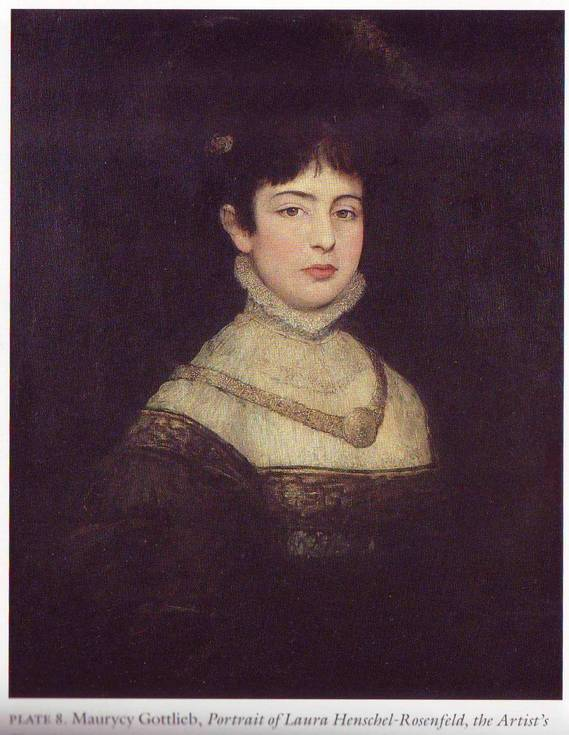
Portrait de son amour contrarié, Laura Henschel-Rosenfeld, 1877

Gottlieb remporta une médaille d'or au concours d'art de Munich pour sa peinture, Shylock et Jessica (1876), dépeignant une scène de la pièce de théâtre de Shakespeare du Marchand de Venise. Le tableau fut exposé à Lviv en 1877 et en 1878 à Zachęta à Varsovie et largement acclamé. 
Gottlieb s'était inspiré du visage de Laura Rosenfeld rencontrée en 1877 (dont il avait également fait le portrait) à qui il avait proposé le mariage, pour peindre celui de Jessica. Cependant, après l'avoir acceptée, Laura rejeta sa proposition pour se marier plus tard à un banquier de Berlin. Gottlieb avait ensuite prévu de se marier avec Lola Rosengarten mais quand, jeune homme déjà d'un naturel mélancolique et romantique, il entendit parler du mariage de Laura Rosenfeld, il s'exposa en connaissance de cause aux éléments, pour mourir de complications liées à un rhume ou à un mal de gorge. Sur sa toile de Yom Kippour, une inscription prémonitoire brode le manteau des rouleaux de la Torah : « Donné en mémoire de l'âme du défunt de notre maître Rabbi Moïse Gottlieb, que sa mémoire juste soit bénie, l'année 5638 », soit un an avant sa mort. « Gottlieb dit lui-même qu'il sentait une main invisible guider son pinceau quand il peignit l'inscription ».

## Postérité
Malgré sa mort prématurée à l'âge de 23 ans, plus de trois cents de ses œuvres (surtout des croquis mais aussi des peintures à l'huile) lui survivent, bien que toutes ne soient pas achevées. 
Elles peuvent être admirées à la National Gallery Arts de Lviv Borys Woźnicki, au musée d'Art et d'Histoire du judaïsme à Paris, au musée historique de la ville de Cracovie, au musée Narokowe de Cracovie, au musée de Haute-Silésie à Bytom, au musée national de Kielce, au musée national de Poznań, au musée national de Varsovie, au musée national de Wrocław, au Musée Sztuki à Łódź, au Musée de Silésie à Katowice, à la Auction House d'art polonais Wojciech Sladowski, au musée d'Israël, à la Société des amis des Beaux-Arts de Cracovie ou à l'Institut historique juif de Varsovie.  
En Pologne, plusieurs expositions importantes dès l'entre-deux-guerres lui sont consacrées,. Après la chute du rideau de fer, de nombreuses collections polonaises inconnues à l'Ouest sont popularisées, et sa réputation en tant que « meilleur peintre de sa génération » grandit considérablement ; d'autres expositions ont lieu au musée national de Cracovie,. En Israël, une exposition se tient en 1991, suivie par la publication de son catalogue. Il est considéré comme « l'un des pères de l'art national juif ».
Ses frères Filip Gottlieb, Marceli Gottlieb, Marcin Gottlieb puis Léopold Gottlieb, né cinq ans après sa mort, sont devenus eux aussi connus comme peintres à l'âge adulte.

### Hommage

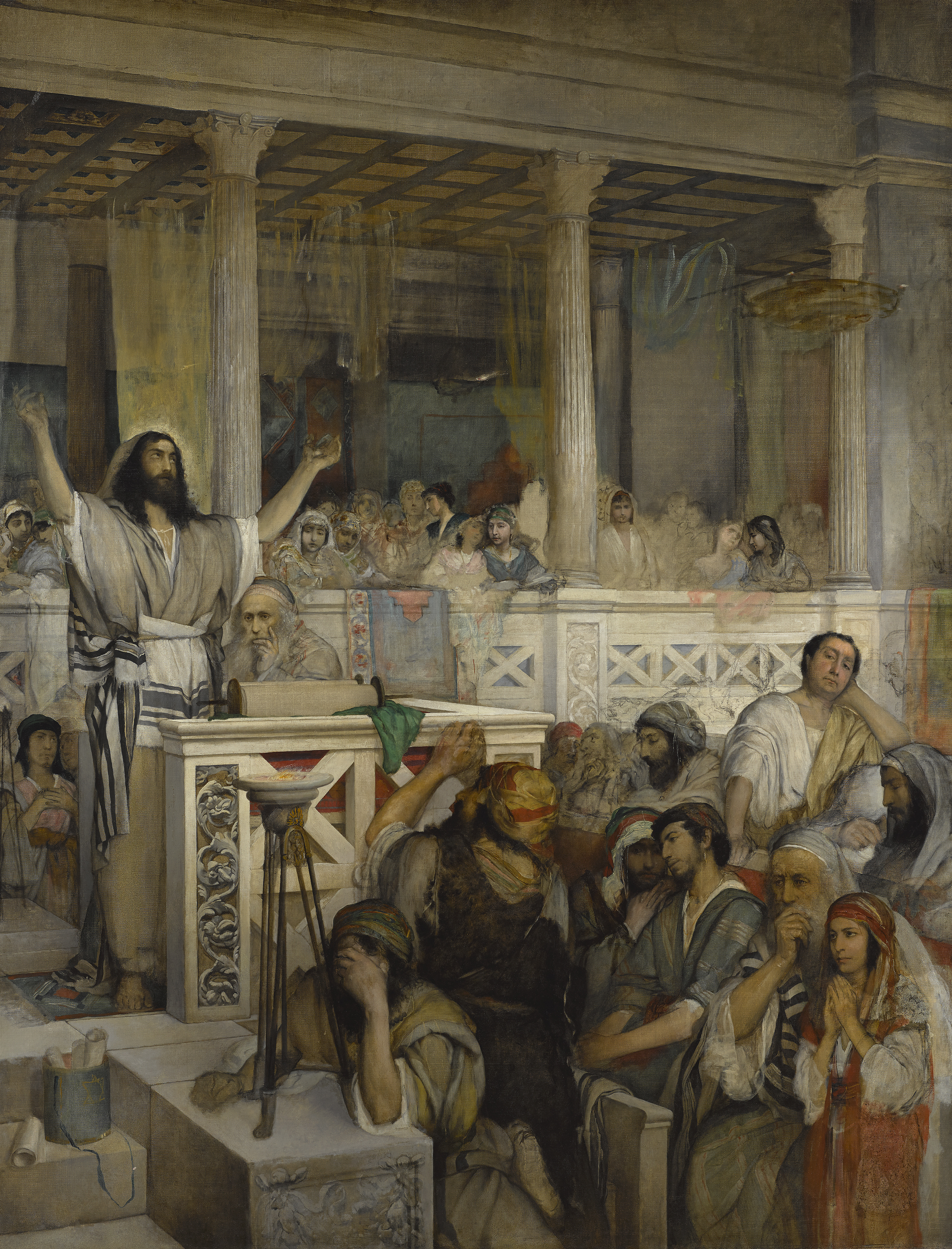
Christ prêchant à Capharnaüm, 1878-79

L'artiste polonais Leopold Pilichowski écrit sur son confrère:
« Gottlieb a été le premier artiste juif qui a perçu la poésie et la beauté de la vie juive en exil. Il a été le premier qui a vu dans la vie des Juifs polonais mal vêtus, dans leurs femmes et enfants, un rythme, une beauté, un caractère et un type de culture hautement développés. Il comprit, avec ses connaissances artistiques et son instinct, que le talith peut être utilisé par l'artiste pour créer des lignes pas moins belles que la toge grecque ou romaine ».
À son tour, le peintre Jacek Malczewski affirme n'avoir jamais rencontré un autre Juif « d'une telle profondeur », un « penseur inspiré, disciple des prophètes..., portant les stigmates de la mort », et qui « ne pouvait supporter la charge de ces forces spirituelles sur son corps frêle ».
Deux rues en Israël portent son nom, à Jérusalem et à Tel Aviv.

## Galerie

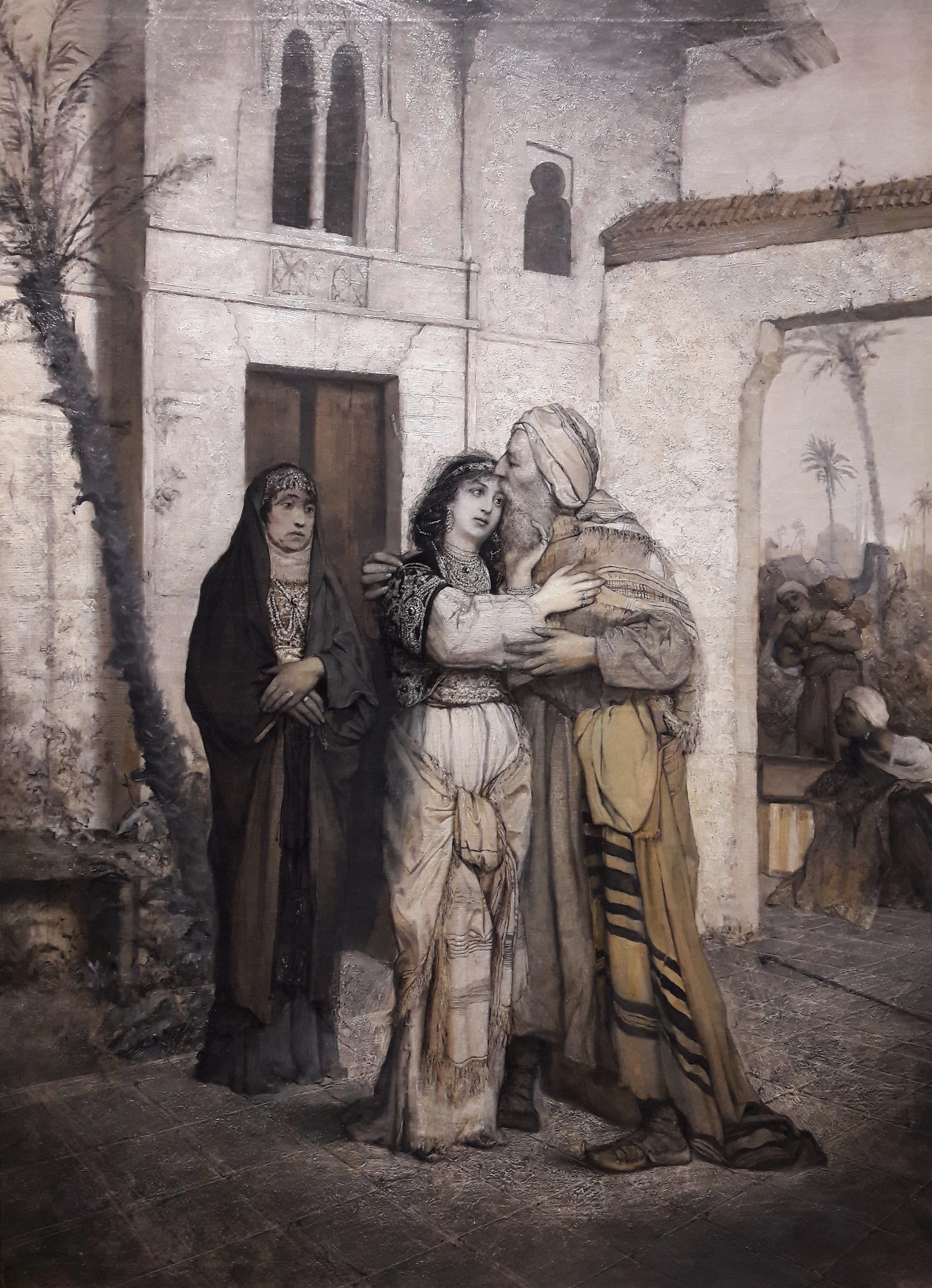
L'Accueil de Nathan par Recha, 1867-1877, musée national de Varsovie
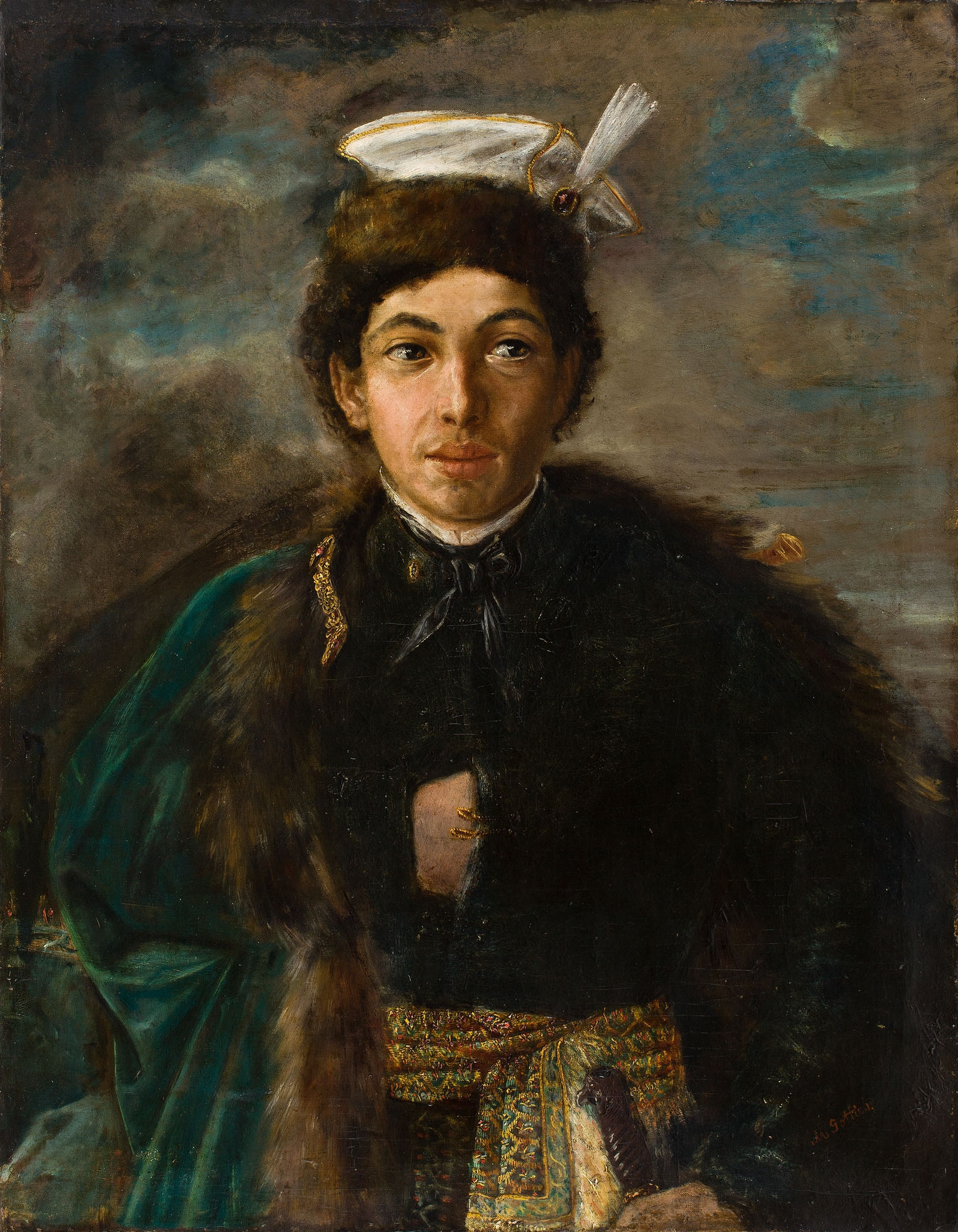
Autoportrait en noble polonais, 1874
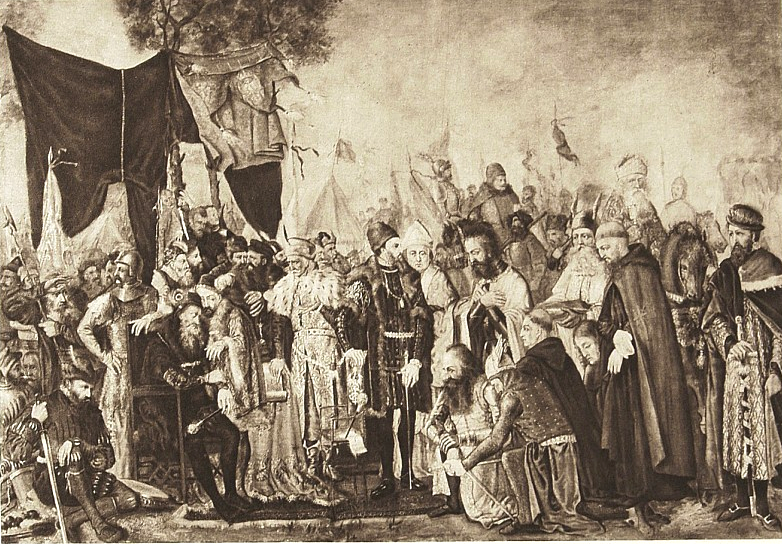
L'ordre de Livonie rend hommage au roi Zygmunt Août à Pozwolu en 1557, 1874
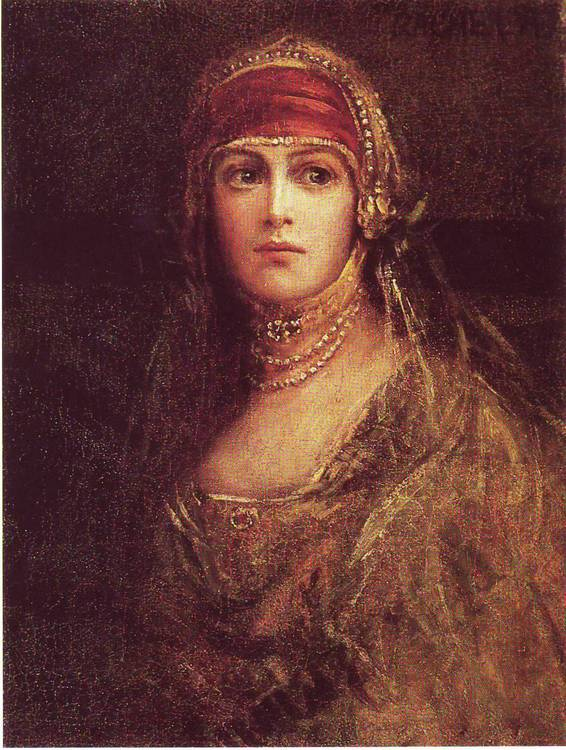
Rachel
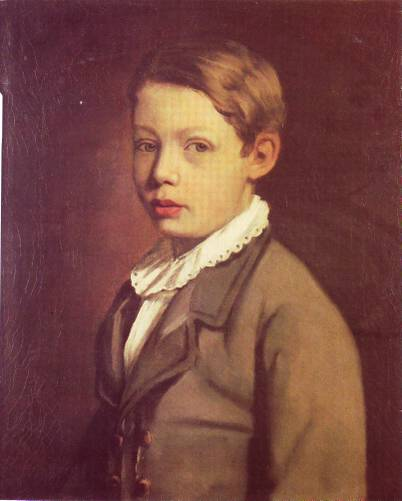
Garçon de la famille Gottlieb, 1875
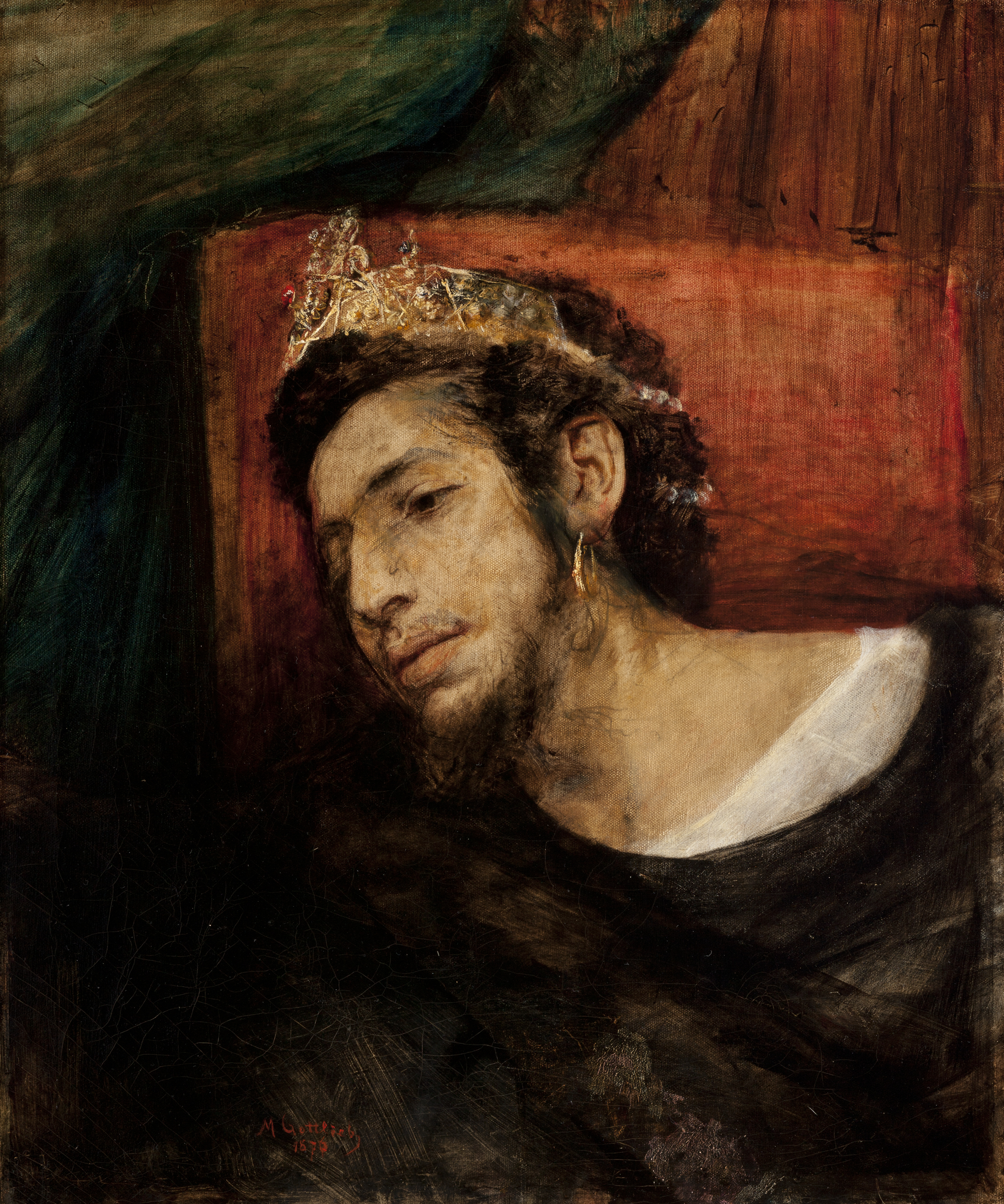
Ahasuerus, Juif errant, 1876
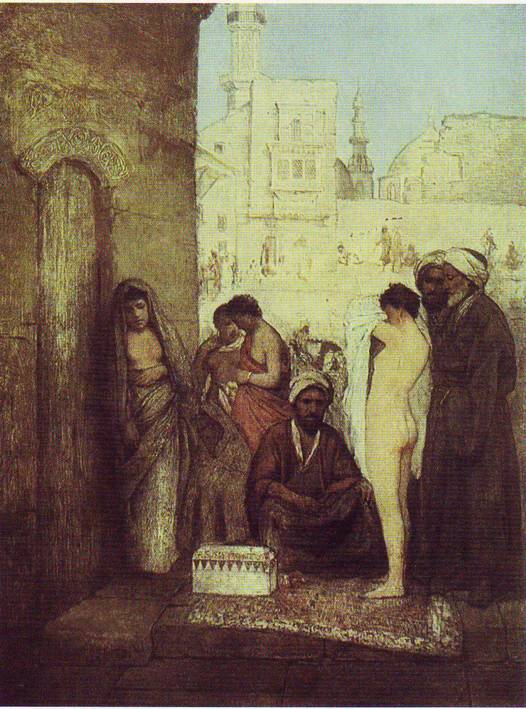
Marché aux esclaves au Caire, 1877
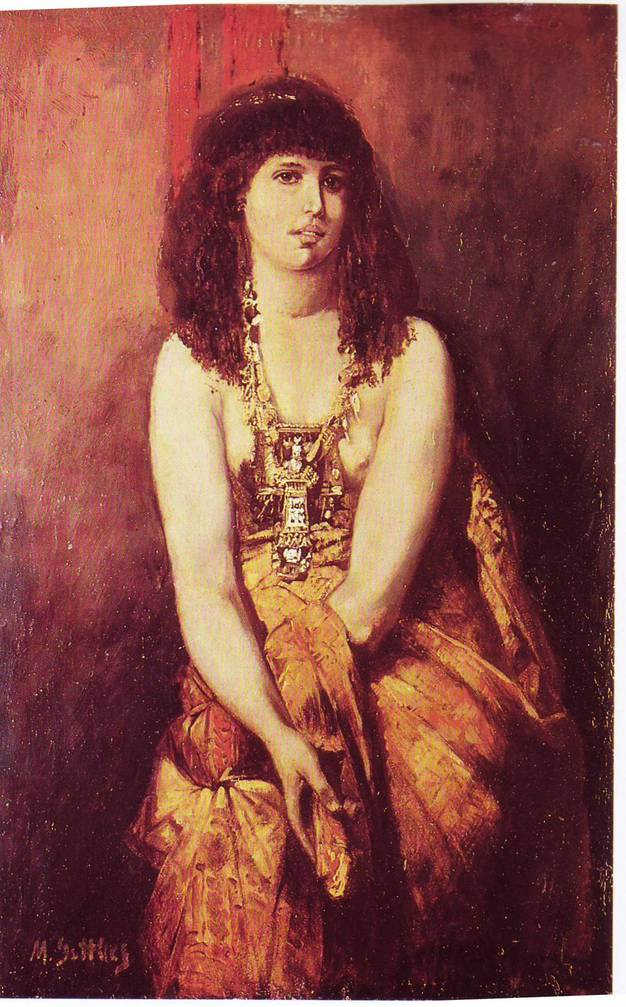
Odalisque, 1877
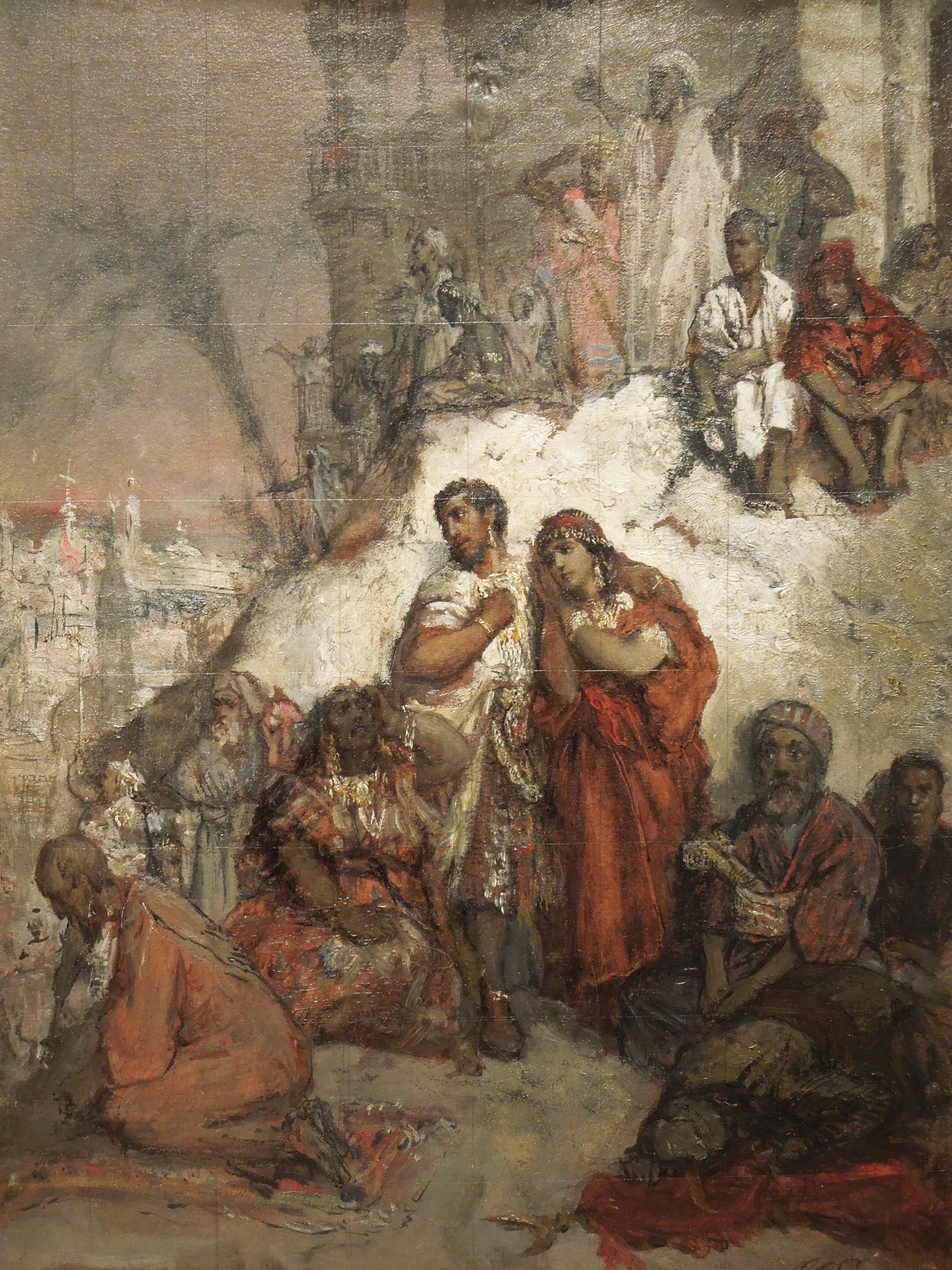
Expulsion des Maures de Grenade, 1877
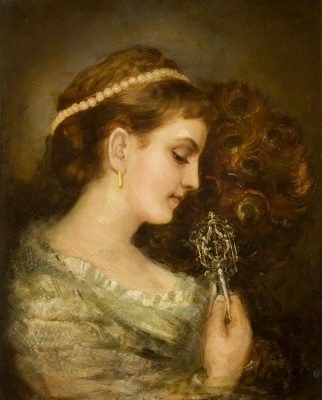
Dame à l'éventail, 1877
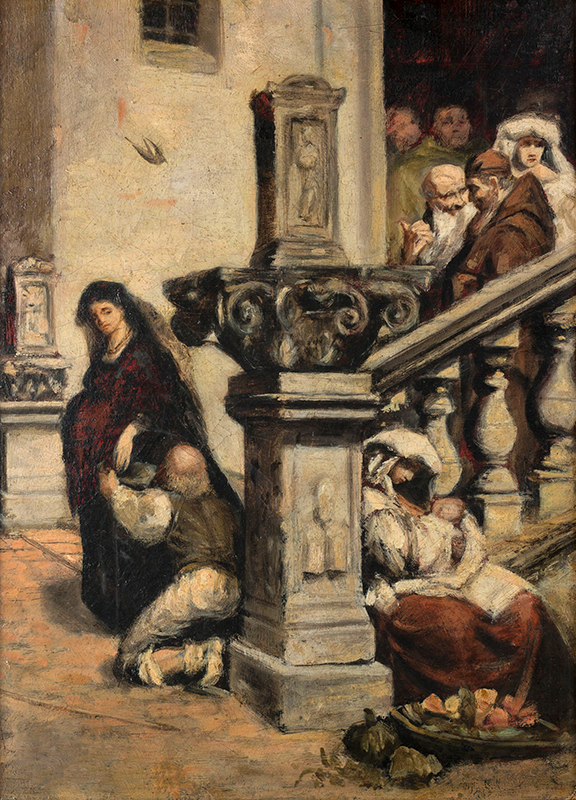
Jalmuzna, 1878
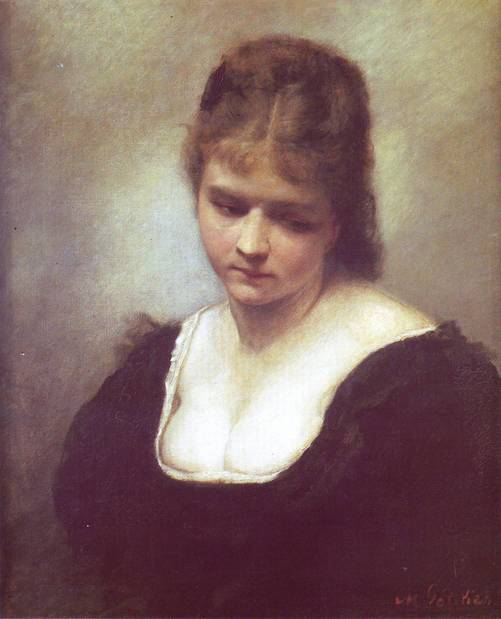
Portrait de femme, 1878
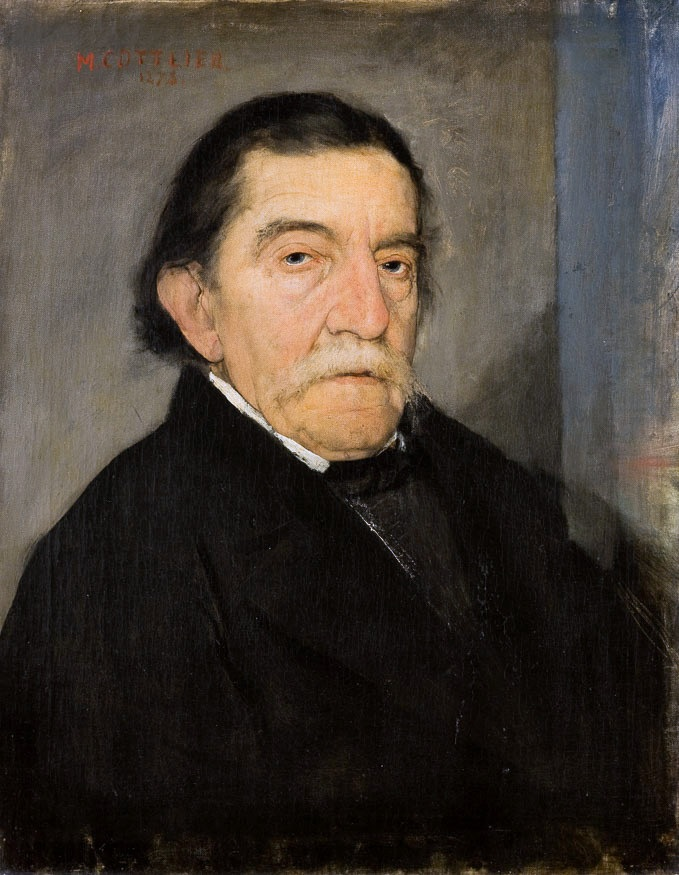
Portrait Ignacego Kurandy, 1878
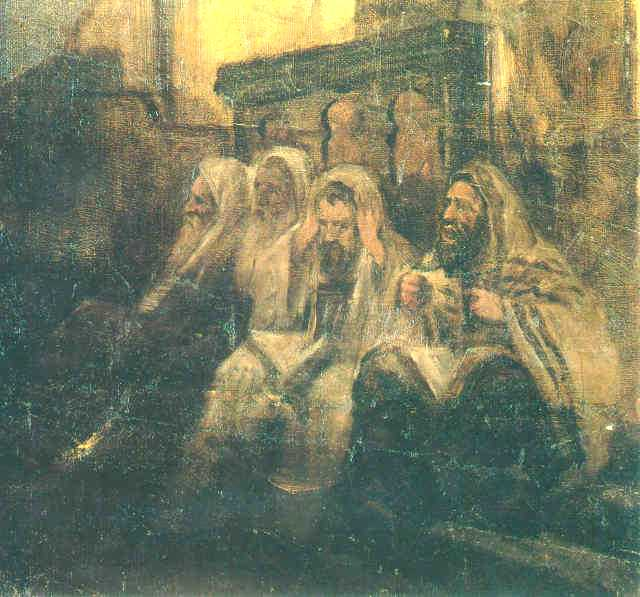
Juifs à la synagogue, 1878
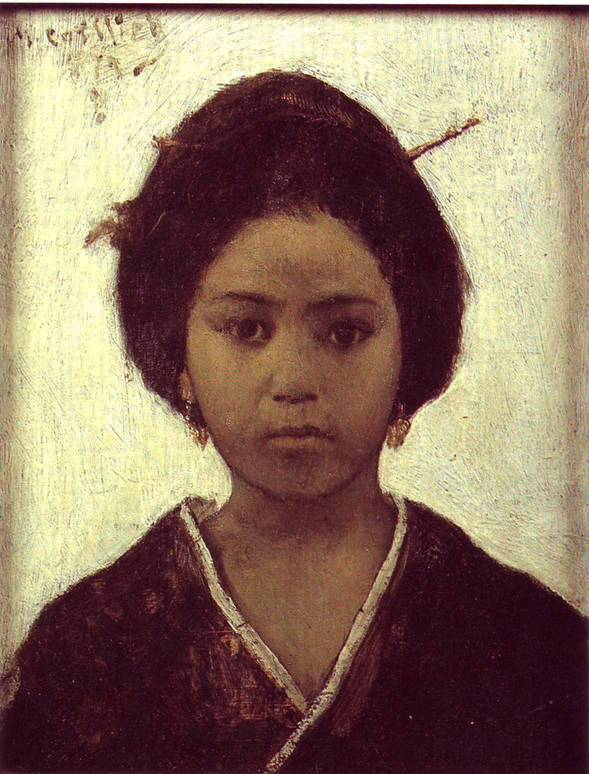
Japonaise, 1879
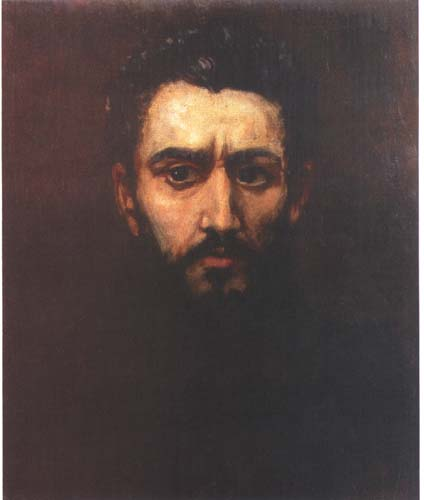
Le Roi Zygmunt
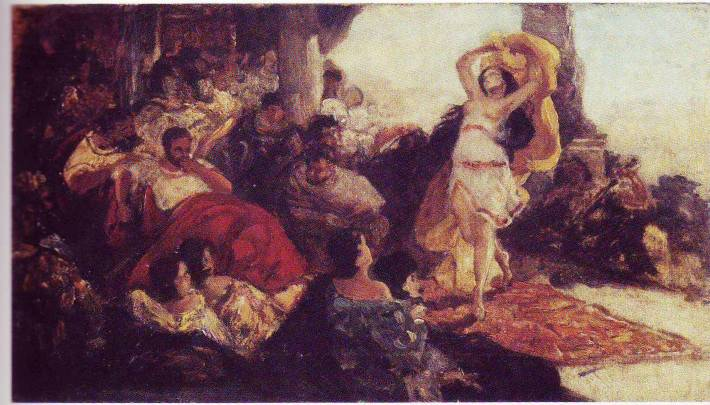
La Danse de Salomé, 1879
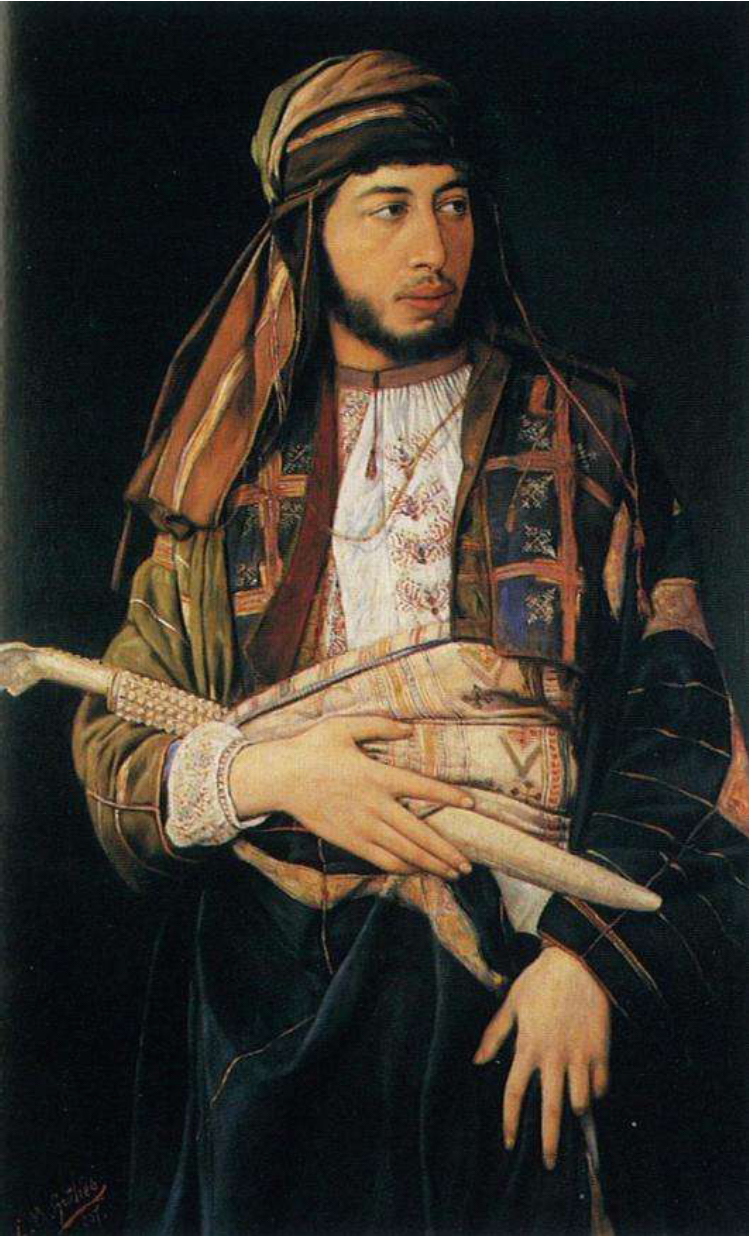
Portrait en costume arabe, par son frère Marcin Gottlieb, 1887
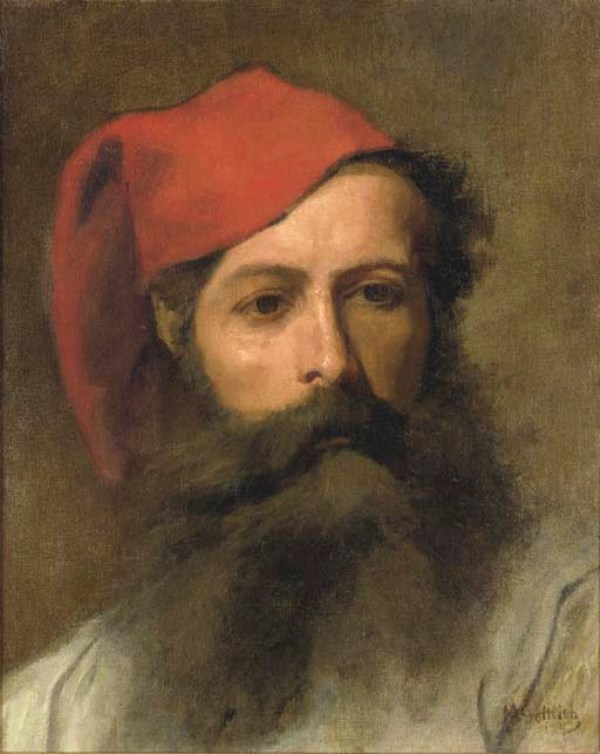
Portrait d'un homme au chapeau turc
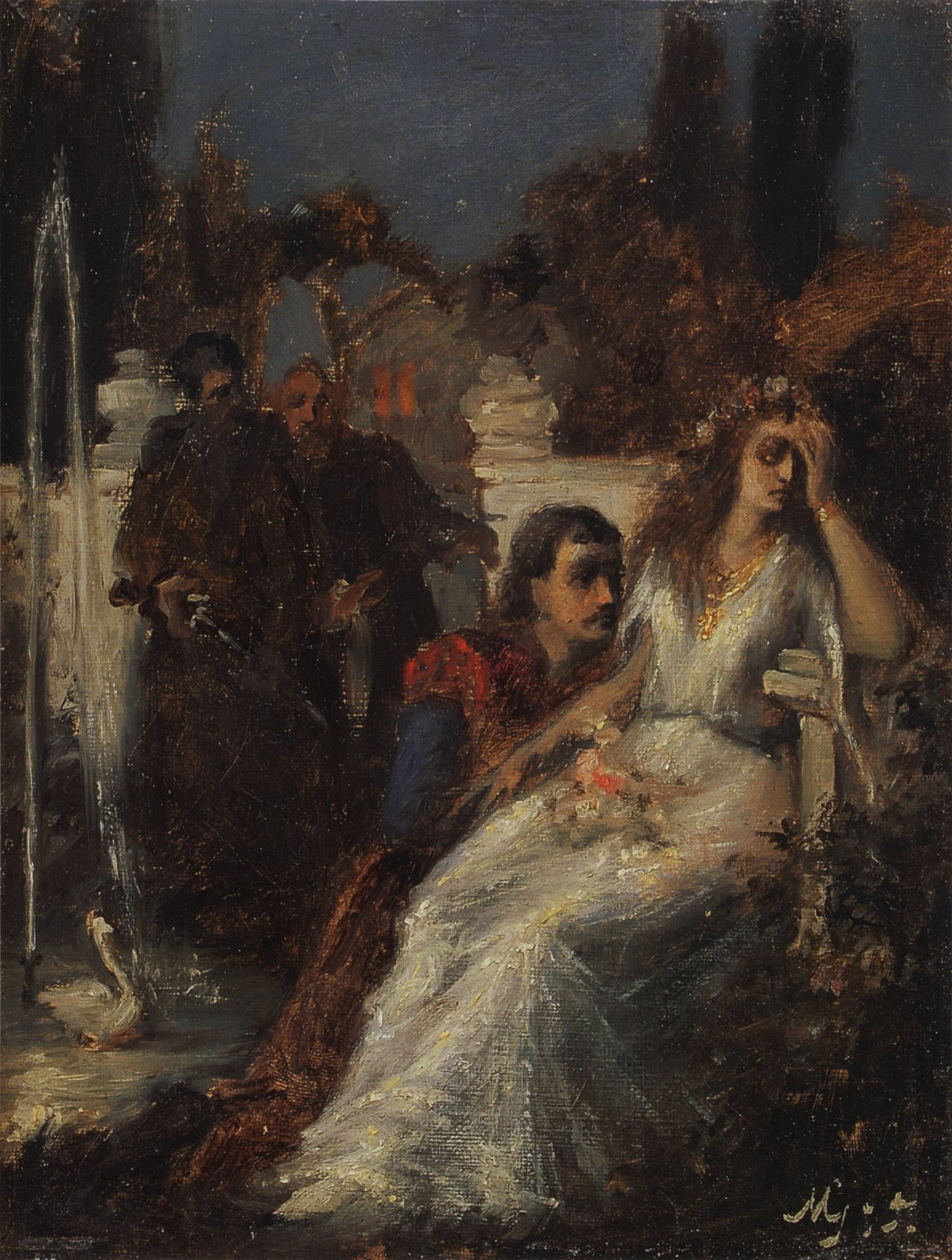
Le Temps